# Ornamin

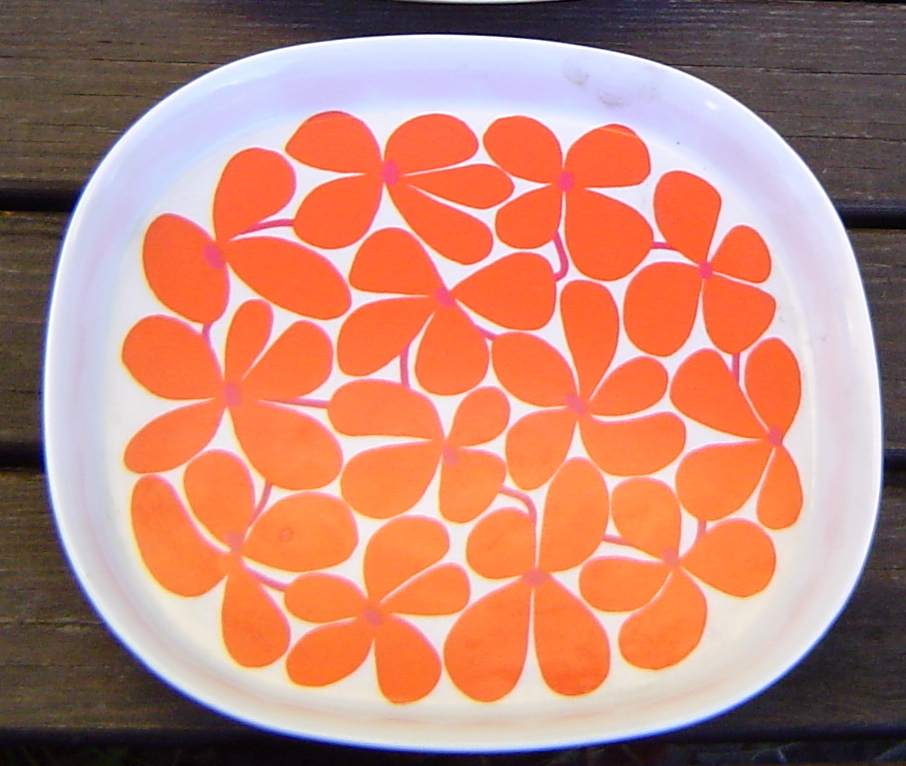
Der von Stig Lindberg entworfene Ornamin-Kunststoffteller (Dekor: Balett, Hersteller: Gustavsberg, Schweden)

Das Ornamin-Verfahren ist ein Verfahren zur Herstellung von Pressteilen aus dem Duroplast-Kunststoff Melamin. Es wurde 1953 entwickelt. Bei dem Verfahren wird im ersten Pressvorgang ein Grundkörper aus Melaminharz hergestellt. Im zweiten Schritt werden mit Melaminharz getränkte, oft bedruckte oder eingefärbte, Folien um den Pressling gelegt und mit diesem verpresst.

## Produkte
- Melaminharz-Geschirr
- Haushaltsartikel
- Ess- und Trinkhilfen für Krankenhäuser und Altenpflegeheime
- Tabletts für die Gastronomie

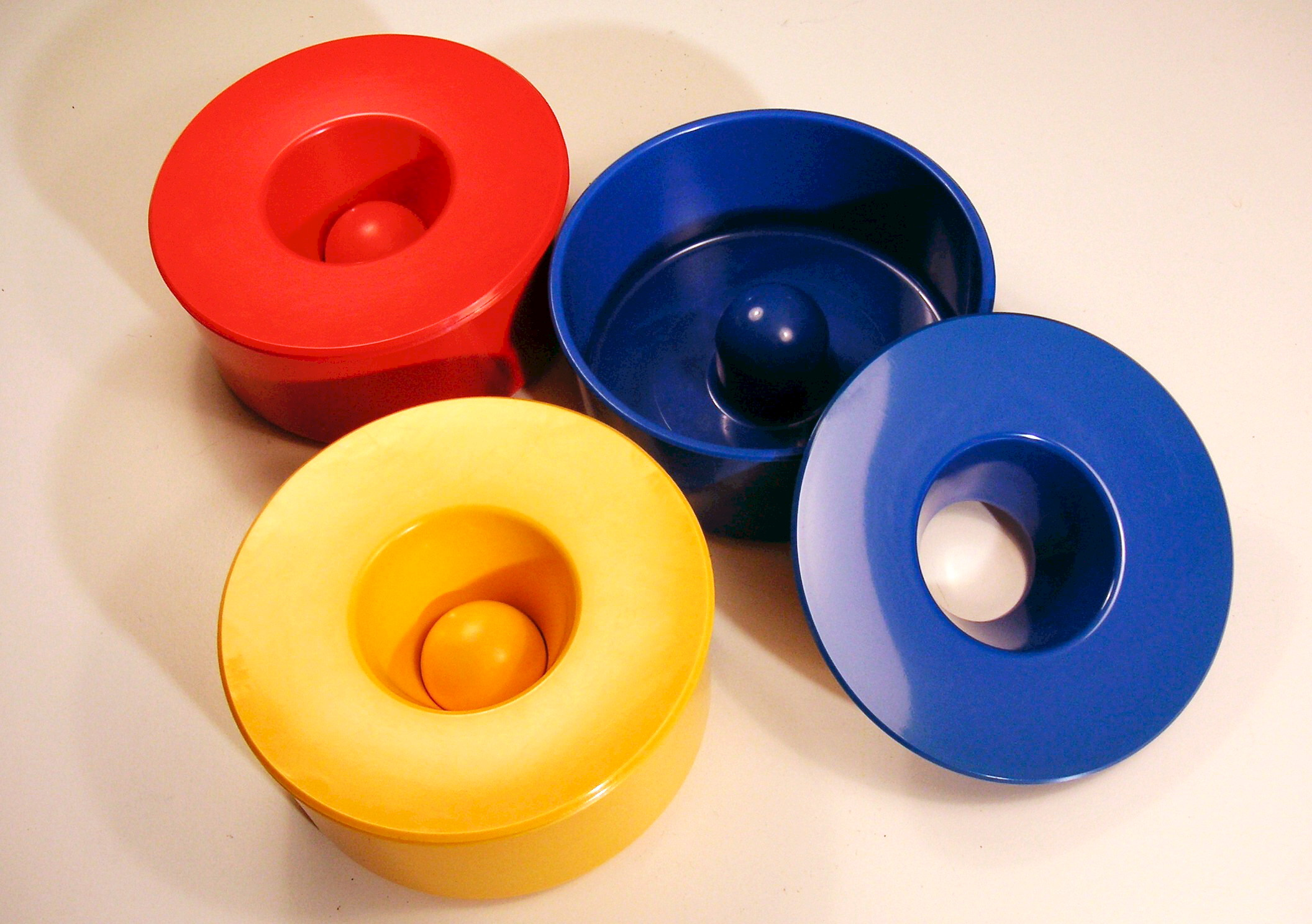
Der Aschenbecher „kulan“ von Gustavsberg, entworfen von Gunnar Larson
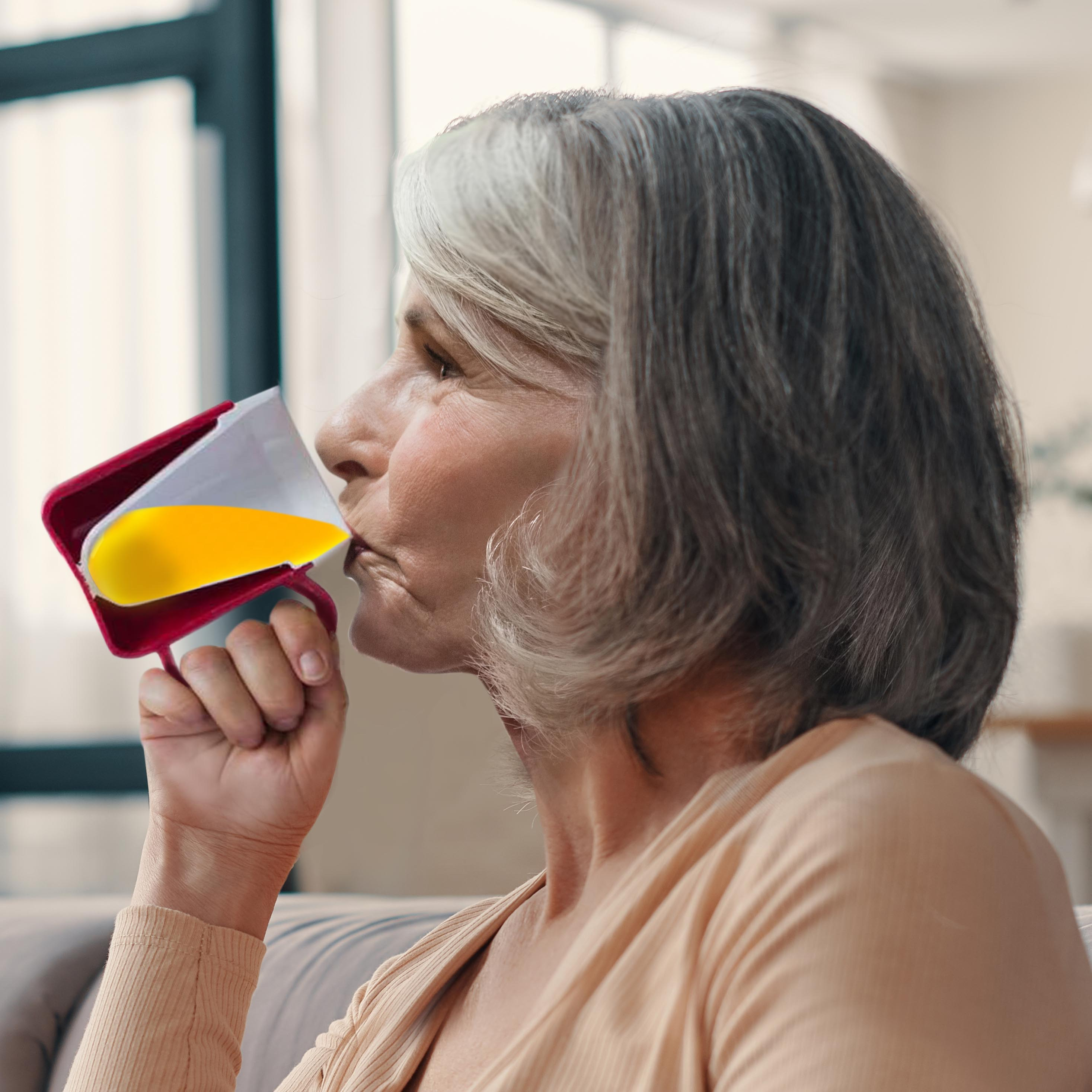
Querschnitt eines Melamin-Thermosbechers